# Provola dei Nebrodi
La Provola dei Nebrodi è un formaggio e prodotto tipico siciliano. Rientra nell'elenco dei prodotti agroalimentari tradizionali (PAT) stilato dal ministero delle politiche agricole e forestali (Mipaaf).

## Caratteristiche
La provola dei Nebrodi è un caciocavallo prodotto con latte vaccino crudo e caglio d'agnello o di capretto. È un formaggio a pasta filata famoso per la sua dimensione che lo porta a raggiungere i quattro o anche cinque chilogrammi di peso.. Altra caratteristica singolare è il fatto che sia l'unica provola che subisce un processo di stagionatura. Oltre che come formaggio da tavola, è anche utilizzato nella preparazione di diversi piatti tipici locali.
Ha la classica forma del caciocavallo. La provola dei Nebrodi ha una crosta liscia e lucida, di colore giallo paglierino tendente all'ambrato. La pasta bianca tendente al paglierino è di consistenza morbida e compatta. Il sapore varia dal dolce lievemente acidulo al piccante in base al grado di stagionatura.

## Produzione
Si produce coagulando il latte con il caglio. La cagliata successivamente viene filata gettandovi sopra acqua calda. Prima della filatura la pasta è manipolata a lungo dal casaro con una tecnica simile a quella usata dai panettieri per impastare il pane. Grazie a questa lunga manipolazione il formaggio durante il consumo tende a sfogliarsi in bocca. La salatura avviene in salamoia satura. Richiede una stagionatura di almeno dieci giorni e fino a un mese per il fresco, tre o quattro mesi per il semistagionato, oltre per lo stagionato.
Talvolta all'interno della provola dei Nebrodi viene inserito un limone intero o del burro.

## Zone di produzione
La produzione della provola dei Nebrodi nacque originariamente nella zona di Floresta per poi diffondersi in tutto il territorio dei monti Nebrodi, nella città metropolitana di Messina. La zona di produzione include i comuni di Alcara Li Fusi, Basicò, Bronte, Capizzi, Castel di Lucio, Castell'Umberto, Cesarò, Floresta, Maniace, Montalbano Elicona, Mistretta, Patti, Randazzo, San Fratello, San Teodoro, Tortorici, Ucria e in misura minore altri paesi della zona.

### Sagre
Alla provola sono dedicate alcune sagre che si svolgono prevalentemente nel periodo estivo. Le due più note sono a Castel di Lucio  il 17 agosto e a Basicò il 19 agosto. la sagra della provola Basicotana.